# Семенко Юрій Сергійович
Юрій Сергійович Семенко (* 30 квітня 1920 рік, Михайлівка, Апостолівський район, Дніпропетровська область — † 7 березня 2003 рік, Мюнхен) — український журналіст і політичний діяч, перший історик вітчизняних шахів.

## Рід
- Семенко Гордій Корнійович (1856/1857 —1933) — дід по батькові. Помер голодною смертю у Голодомор.
- Шевченко Мар'яна Корніївна (уроджена Семенко) — померла від голоду в перший день Великодня в квітні 1933 року. Її чоловік Василь помер від голоду на тиждень раніше.
- Семенко Степан Гордійович — рідний дядько Юрія Семенка, селянин. Помер від голоду в квітні 1933 року. Його дружина Надія згоря повісилась.
- Семенко Олекса Степанович (1922—після 1945) — син Семенка С. Г. У 1941 році взяв активну участь у створенні Української поліції. Коли побачив, що вона займається пиятством та визисками, з наказу німців вивозить молодь на примусову роботу до Німеччини, пішов добровольцем у вермахт. У квітні 1945 року потрапив у полон до Червоної армії. Отримав 20 років концентраційного табору в Ярославській області Росії, де й помер.
- Семенко Григорій Гордійович (1894—н/д) — покинув село, тікаючи від колективізації у 1930 році. Працював шахтарем на копальні ім. Дзержинського в Кривому Розі. Згодом був заарештований і відбував покарання на будівництві каналу Волга-Москва.

## Життєпис
Хоча батько маленького Юрія Семенка Сергій Гордійович Семенко був селянином-бідняком, це не врятувало його від необґрунтованих звинувачень радянської влади. Восени 1929 року його заарештували і за ст. 54/8-10 Кримінального кодексу РСР вислали на північ Росії. Десятирічним хлопчиком у 1930 з родиною вивезений у Північний край Росії (тепер Архангельська область), де від осені 1929 в тюрмі вже був батько. Від квітня 1930 р. — спецпереселенець у таборі Пермілове біля Архангельська. Студент Дніпропетровського державного університету і Запорізького педагогічного інституту (закінчив 1941 року). Перед війною одержав диплом викладача української мови й літератури. За німецької окупації працював у системі народної освіти в Апостоловому на Дніпропетровщині. Від жовтня 1941 до 1944 року — голова «Просвіти» округи Апостолове — Кривий Ріг. Член групи ОУН у Кривому Розі під проводом Сергія Шерстюка.
З 1944 р. у Німеччині як остарбайтер — вантажник вугілля в депо Ганновера. 1950—1954 — співредактор газети «Українські вісті» (Новий Ульм) та видаваного при ній російськомовного місячника «Освобождение».
1957—1966 — редактор газети «Український селянин», лідер Селянської Партії. Член Української Національної Ради. Був керівником представництва Української Народної Республіки в Німеччині.
Від 1971 р. — лідер Союзу Земель Соборної України. У будинку Юрія Семенка в Мюнхені у післявоєнні роки мешкав Тарас Бульба-Боровець. Семенко підтримував дружні зв'язки з Наталкою Павлушковою і Наталкою Полонською-Василенко.
Помер у Мюнхені 2003 р. Похований на цвинтарі Вальдфрідгоф.

## Праці

Могила Юрія Семенка на мюнхенському цвинтарі Вальдфрідгоф

- «Пам'яті В. А. Доленка». — Мюнхен, 1975.
- «Шахи в Україні». — Мюнхен, 1980; друге видання — Львів, 1992.
- «Наталя Павлушкова». — Мюнхен—Львів: Червона калина, 1999. — 256 с.
- «Тички» — тритомник спогадів
- Упорядник збірника «Голод 1933 р. в Україні» (Мюнхен, 1963; друге видання — Дніпропетровськ, 1993),
- Упорядник збірника сучасної української народної творчості «Народне слово» (Мюнхен, 1964, друге видання — Львів, 1992),
- Автор статей про В. А. Доленка та Селянську партію

### Архів
У 2005 році журналіст Петро Безпалько передав архівні документи Ю.Семенка до Наукової бібліотеки НаУКМА. Це документи, що датуються в основному періодом 1990-х — початку 2000-х рр. і включає його листування з українськими журналістами, науковцями, статті та замітки про Ю.Семенка в українській періодиці, фотографії Ю.Семенка.